# Иси ле Мулино
Иси ле Мулино (фр. Issy-les-Moulineaux) град је у Француској у Париском региону, у департману Сенски висови. По подацима из 2022. број становника у месту је био 67.695.

## Демографија
| 1962.  | 1968.  | 1975.  | 1982.  | 1990.  | 1999.  | 2006.  | 2011.  |
| ------ | ------ | ------ | ------ | ------ | ------ | ------ | ------ |
| 51.776 | 50.442 | 47.561 | 45.835 | 46.194 | 52.647 | 61.471 | 65.326 |

## Партнерски градови
- Нахарија
- Вајден ин дер Оберпфалц
- Frameries
- Лондонска општина Хаунзлов
- Мачерата
- Dapaong
- Вагаршапат
- Позуело де Аларкон
- Dongcheng District
- Leshan
- Guro District
- Ichikawa
- Futian District